# (6451) Kärnten
(6451) Karnten, désignation internationale (6451) Kärnten, est un astéroïde de la ceinture principale.

## Description
(6451) Karnten est un astéroïde de la ceinture principale. Il fut découvert le 9 avril 1991 à Tautenburg par Freimut Börngen. Il présente une orbite caractérisée par un demi-grand axe de 2,64 UA, une excentricité de 0,05 et une inclinaison de 3,7° par rapport à l'écliptique.

## Compléments